# The Great Depression (DMX)
'The Great Depression è il quarto album da solista del rapper DMX.

## Tracce
| #  | Titolo                  | Produttori        | Featuring       | Durata | Campionamenti |
| -- | ----------------------- | ----------------- | --------------- | ------ | ------------- |
| 1  | "Sometimes"             | DMX               |                 | 1:06   |               |
| 2  | "School Street"         | Dame Grease       |                 | 3:01   |               |
| 3  | "Who We Be"             | Black Key         |                 | 4:47   |               |
| 4  | "Trina Moe"             | Dame Grease       |                 | 4:02   |               |
| 5  | "We Right Here"         | Black Key         |                 | 4:27   |               |
| 6  | "Bloodline Anthem"      | DMX & Kidd Kold   | Dia             | 4:25   |               |
| 7  | "Shorty Was Da Bomb"    | Dame Grease       |                 | 5:12   |               |
| 8  | "Damien III"            | P.K.              |                 | 3:21   |               |
| 9  | "When I'm Nothing"      | DMX & Dame Grease | Stephanie Mills | 4:33   |               |
| 10 | "I Miss You"            | Kidd Kold         | Faith Evans     | 4:40   |               |
| 11 | "Number 11"             | P.K.              |                 | 4:25   |               |
| 12 | "Pull Up" (Skit)        | DMX               |                 | 0:20   |               |
| 13 | "I'ma Bang"             | Just Blaze        |                 | 5:03   |               |
| 14 | "Pull Out" (Skit)       |                   |                 | 0:24   |               |
| 15 | "You Could Be Blind"    | Swizz Beatz       | Mashonda        | 4:34   |               |
| 16 | "The Prayer IV"         | DMX               |                 | 1:42   |               |
| 17 | "A Minute for Your Son" | Swizz Beatz       |                 | 16:55  |               |

Alla fine dell'album si possono sentire 3 ghost tracks: Next out the Kennel" (featuring Jinx, Loose, Kashmir, Big Stan, and Drag-On); "Problem Child" (featuring Mysonne and Drag-On); "Usual Suspects 2" (un seguito della canzone di Mic Geronimo "Usual Suspects", featuring Geronimo and Big Stan).

## Charts
| Classifica (2001)                 | Massima posizione |
| --------------------------------- | ----------------- |
| Australian Albums Chart           | 99                |
| Canadian Albums Chart             | 1                 |
| Chinese Albums Chart              | 60                |
| Dutch Albums Chart                | 25                |
| French Albums Chart               | 69                |
| German Albums Chart               | 10                |
| New Zealand Albums Chart          | 38                |
| Swiss Albums Chart                | 60                |
| UK Albums Chart                   | 20                |
| U.S. Billboard 200                | 1                 |
| U.S. Billboard R&B/Hip-Hop Albums | 1                 |